# Tofieldiaceae
Le Tofieldiacee (Tofieldiaceae (Kunth) Takht., 1995) sono una famiglia di piante angiosperme monocotiledoni dell'ordine Alismatales.

## Descrizione
Le specie di questa famiglia sono tutte erbacee e hanno in genere un aspetto che ricorda l'asfodelo.

## Distribuzione e habitat
La famiglia è rappresentata nei climi temperati e freddi di Europa, Asia e Nordamerica (compresa la Groenlandia), nonché in una piccola porzione del Sudamerica. L'unica presenza in climi caldi è in Florida.
In Italia, è rappresentata solo sulle Alpi.

## Tassonomia
Tradizionalmente questo gruppo di piante era considerato solo una tribù della famiglia delle Liliacee (Tofieldieae Kunth, 1843).
Nel 1985 alcuni studiosi lo spostarono, insieme ad altri generi, nelle Meliantacee. Successivamente è stato anche collocato nelle Petrosaviacee e nelle Narteciacee (posizione, quest'ultima, ribadita nel 2004 da Minoru Tamura, che gli assegna il ruolo di sottofamiglia, Tofieldioideae).
Nel 1995 il botanico Armen Leonovich Takhtajan propose di elevare il gruppo delle Tofieldiacee al rango di famiglia.
Questa posizione è condivisa dalla classificazione APG sulla base di risultanze filogenetiche.
La famiglia comprende i seguenti generi:
- Harperocallis McDaniel
- Pleea Michx.
- Tofieldia Huds.
- Triantha (Nutt.) Baker

Il numero di specie ammonta a una trentina (di cui due appartenenti alla flora dell'Italia settentrionale).